# Coua de Delalande
Coua delalandei
Pour les articles homonymes, voir Delalande.
Espèce
Statut de conservation UICN

 EX  : Éteint
Le Coua de Delalande (Coua delalandei) est une espèce éteinte d'oiseaux connue par treize spécimens probablement récoltés sur l'île de Sainte-Marie (Nosy Boraha) à Madagascar.

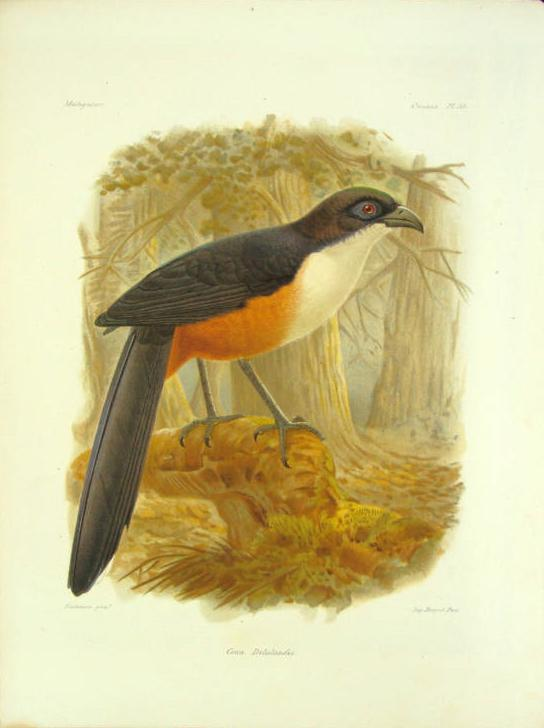

C'était une espèce terrestre des forêts humides primaires. Avec l'arrivée des humains, l'île fut complètement déboisée, et l'espère souffrit également de l'introduction de rats. Son nom commémore Pierre Antoine Delalande (1787-1823).